# Mission de formation de l'Union européenne
Pour les articles homonymes, voir EUTM.
Une mission de formation de l’Union européenne (EUTM) est un type de mission militaire lancée par l'Union européenne afin de former les armées des États ayant connu des crises majeures afin que celles-ci puissent de nouveau garantir la sécurité et la souveraineté du territoire auxquelles elles appartiennent. Elles visent également à rendre autonome ces armées en « formant des formateurs ». 

## Missions de formation
Quatre missions de ce type existent :
- la mission de formation de l'Union européenne en Somalie ;
- la mission de formation de l'Union européenne au Mali ;
- la mission de formation de l'Union européenne en République centrafricaine ;
- la mission de formation de l'Union européenne au Mozambique (depuis 2021).

## Compléments